# Jun'ichi Inamoto
Junichi Inamoto (稲本 潤一 Inamoto Jun'ichi?, Yūsui, Kagoshima, 18 de septiembre de 1979) es un exfutbolista japonés que jugaba como centrocampista. Su último equipo fue el SC Sagamihara.

## Biografía
Inamoto comenzó su carrera en el Gamba Osaka de su país natal en 1997. En el verano de 2001, Arsene Wenger se fijó en él y lo contrató para el Arsenal por una temporada, en calidad de cedido. En el club londinense tan solo tendría la oportuninad de debutar en la Copa de la Liga y en la Champions League. No así en la liga inglesa, donde el Arsenal se proclamó campeón.
El año 2002 se trata del mejor de su carrera. Una vez quedado libre del Arsenal, disputó el mundial 2002, siendo el máximo goleador de su selección, con 2 tantos de inmensa calidad, y ayudó considerablemente a su equipo a superar la fase de grupos. Esto hizo que fuera nominado al Balón de Oro en tal año. Una vez pasado el mundial, el Fulham se fijó en él. Para empezar, participó en la Copa Intertoto, y a día de hoy es el único título europeo que cuenta el Fulham en sus vitrinas. En la final, a doble partido, Inamoto marcó 4 goles, 1 en la ida y un triplete en la vuelta. Esto hizo participar a su club en la Copa de la UEFA 2002-03. Inamoto pasó una segunda temporada en el Fulham, donde se le recuerda un gol en Old Trafford contra el Manchester United, en octubre de 2003. Jun'ichi Inamoto se convirtió en esas dos temporadas en el Fulham en una máquina del centro del campo. Sin embargo, en 2004 se fracturó la tibia, y esto hizo que regresara al Gamba Osaka para recuperarse. El Fulham quiso retenerlo, pero su indefinida puesta a punto y el inicio de la nueva temporada, hicieron que el Fulham no pidiera una tercera cesión.
En 2004, lo compra el West Bromwich Albion, después de su larga lesión.
En 2006 ficha por una temporada por el Galatasaray turco, donde marca un gol al Girondins Burdeos en la Champions League. Queda tercero en su liga.
Pasó dos temporadas en el Eintracht Frankfurt de la Bundesliga jugando de manera regular, para en 2009 fichar por el Stade Rennais.
Para 2010 decide regresar a su país para jugar en el Kawasaki Frontale.
Desde 2015 hasta 2018 jugó en el Consadole Sapporo junto con un ex mundialista japonés, Shinji Ono.
En 2019 fichó por el SC Sagamihara.

## Selección nacional
Junichi Inamoto fue habitual de la selección de fútbol de Japón desde el año 2000 hasta el 2010. Disputó los Juegos Olímpicos de Sídney 2000 y la Copa Asiática de ese mismo año donde su seleccionado se proclamó campeón. Además, participó de la Copa Mundial de Fútbol de 2002, donde anotó dos goles, frente a Bélgica que concluiría en un empate a dos, y frente a Rusia, anotando el único tanto, para la victoria de la selección nipona. También estuvo en la Copa Mundial de Fútbol de 2006 y la Copa Mundial de Fútbol de 2010.

### Participaciones en Copas del Mundo
| Mundial                        | Sede                  | Resultado        |
| ------------------------------ | --------------------- | ---------------- |
| Copa Mundial de Fútbol de 2002 | Corea del Sur y Japón | Octavos de final |
| Copa Mundial de Fútbol de 2006 | Alemania              | Primera fase     |
| Copa Mundial de Fútbol de 2010 | Sudáfrica             | Octavos de final |

## Clubes
| Club                       | País       | Año         | Partidos (Liga) | Goles (Liga) |
| -------------------------- | ---------- | ----------- | --------------- | ------------ |
| Gamba Osaka                | Japón      | 1997 - 2004 | 105             | 14           |
| Arsenal FC (Cedido)        | Inglaterra | 2001 - 2002 | 0               | 0            |
| Fulham FC (Cedido)         | Inglaterra | 2002 - 2004 | 41              | 4            |
| West Bromwich Albion FC    | Inglaterra | 2004 - 2006 | 28              | 0            |
| Cardiff City (Cedido)      | Gales      | 2005 - 2006 | 14              | 0            |
| Galatasaray SK             | Turquía    | 2006 - 2007 | 25              | 0            |
| Eintracht Frankfurt        | Alemania   | 2007 - 2009 | 43              | 0            |
| Stade Rennais              | Francia    | 2009 - 2010 | 5               | 0            |
| Kawasaki Frontale          | Japón      | 2010 - 2014 | 88              | 3            |
| Hokkaido Consadole Sapporo | Japón      | 2015 - 2018 | 31              | 0            |
| SC Sagamihara              | Japón      | 2019 - 2024 | 21              | 1            |

## Palmarés

### Torneos nacionales
| Título         | Club         | País       | Año     |
| -------------- | ------------ | ---------- | ------- |
| Premier League | Arsenal F.C. | Inglaterra | 2001/02 |

### Torneos internacionales
| Título                      | Club                      | Sede    | Año  |
| --------------------------- | ------------------------- | ------- | ---- |
| Campeonato Sub-17 de la AFC | Selección de Japón Sub-16 | Doha    | 1994 |
| Copa Asiática               | Selección de Japón        | Líbano  | 2000 |
| Copa Intertoto de la UEFA   | Fulham F.C.               | Londres | 2002 |

### Honores Individuales
- Seleccionado en mejor once de la J. League del año 2000.
- Máximo anotador de la selección japonesa en el mundial de la FIFA 2002.
- Nominado al balón de oro 2002.